# Tempel van Saturnus
De Tempel van Saturnus (Latijn: Templum Saturni of Aedes Saturnusis) was een Romeinse tempel gewijd aan Saturnus in Rome. Het was een van de oudste tempels in Rome.
Volgens de overlevering werd de tempel in 497 v.Chr. gebouwd op het Forum Romanum, in de begintijd van de Romeinse Republiek. De tempel werd na een grote brand in 42 v.Chr. gerestaureerd, die werd betaald uit de buit van de oorlog met Syrië.
Het podium, bekleed met travertijn, de acht zuilen van grijs graniet van het pronaos met Ionische kapitelen van wit marmer, de architraaf en het fronton voor een groot deel zijn gemaakt van hergebruikte materialen en behoren bij een restauratie die volgde op een brand in 283, zoals men leest op de inscriptie op de architraaf:

SENATUS POPULUSQUE ROMANUS INCENDIO CONSUMPTUM RESTITVIT

Senaat en Romeins volk hebben het door brand verwoeste, hersteld

Naast een religieuze rol had de tempel van Saturnus ook een politieke rol daar in de voorhal het Aerarium Saturni zich bevond. Dit was de "kluis" van de Romeinse staat waarin het goud en zilver van de Romeinse staat werd bewaard. Ook de staatsarchieven, de insignia (aquila) voor de Romeinse legioenen en de officiële schaal voor het wegen van metalen werden in de tempel bewaard. Later werd het aerarium naar een passend gebouw overgebracht, terwijl de archieven naar het nabijgelegen Tabularium werden overgebracht. Het podium van de tempel, in beton dat met travertijn was bekleed, werd gebruikt om wetsvoorstellen aan uit te hangen.